# Bathybates
Bathybates es un género de peces de la familia Cichlidae y de la orden de los Perciformes. Es endémico del lago Tanganyika en África Oriental.

## Especies
- Bathybates fasciatus Boulenger, 1901
- Bathybates ferox Boulenger, 1898
- Bathybates graueri Steindachner, 1911
- Bathybates hornii Steindachner, 1911
- Bathybates leo Poll, 1956
- Bathybates minor Boulenger, 1906
- Bathybates vittatus Boulenger, 1914